# Encoptarthria
Genre
Encoptarthria est un genre d'araignées aranéomorphes de la famille des Gnaphosidae.

## Distribution
Les espèces de ce genre sont endémiques d'Australie.

## Liste des espèces
Selon World Spider Catalog (version 17.5, 02/11/2016) :
- Encoptarthria echemophthalma (Simon, 1908)
- Encoptarthria grisea (L. Koch, 1873)
- Encoptarthria penicillata (Simon, 1908)
- Encoptarthria perpusilla (Simon, 1908)
- Encoptarthria vestigator (Simon, 1908)

## Publication originale
- Main, 1954 : Spiders and Opiliones. The Archipelago of the Recherche. Australian Geographical Society reports, vol. 1, p. 37-53.